# Lætitia Bléger
Lætitia Bléger (ur. 10 kwietnia 1981 w Colmarze w Alzacji) – Miss Francja 2004.
Bléger, reprezentując Alzację, zdobyła tytuł Miss Francji 2004 i reprezentowała swój kraj na wyborach Miss Universe w maju 2004.

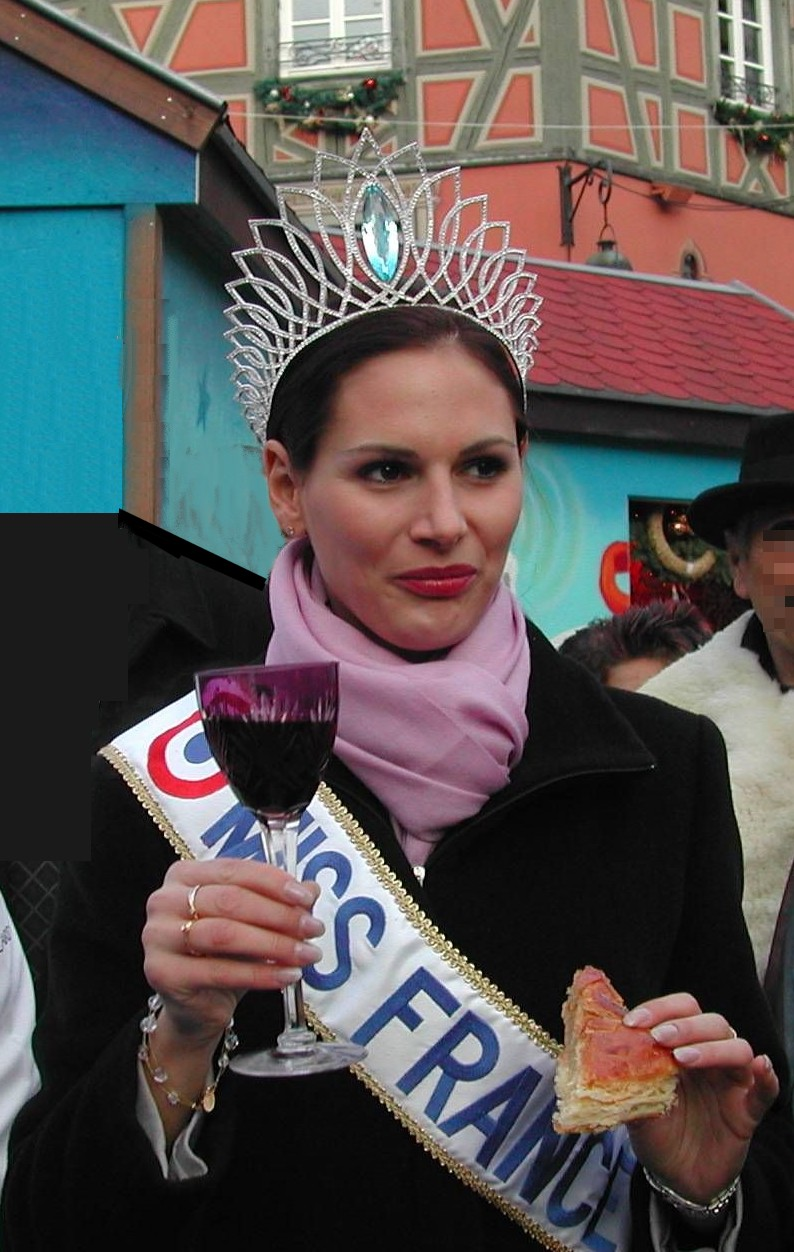
Laeticia bleger-colmar

Sześć miesięcy po zdobyciu tytułu Miss Francji została pozbawiona korony. Przyczyną był fakt, że Lætitia wzięła udział w sesji zdjęciowej dla magazynu Playboy.